# Омлет
Омлет (фра. omelette) је јело од јаја и млека, понекад с мало брашна, пржено на маслацу или уљу.
Ово јело се припрема са сецканом шунком, сиром, гљивама, рибом, поврћем.

## Припрема
Да би се добила права текстура, цела јаја или беланце се муте са мало млека или воде, да би се добили мехурићи водене паре.
Управо ти мехурићи дају омлету његову текстуру. Омлет се пече на једној страни и не окреће се код печења.

## Занимљивости
Марта 19, 1994. године је припремљен највећи омлет на свету у Јапанском граду Јокохами од 160.000 јаја.
Овај необични рекорд је убрзо оборен 11. маја 2002. године У Канади где је припремљњн омлет тежине (2,950кг).